# Veyretella hetaerioides
Veyretella hetaerioides là một loài thực vật có hoa trong họ Lan. Loài này được (Summerh.) Szlach. & Olszewski miêu tả khoa học đầu tiên năm 1998.